# 北京大兴“11·18”火灾
北京大兴“11·18”火灾是2017年11月18日18时许发生在北京市大兴区西红门镇新建庄二村新康东路8号聚福缘公寓的一场重大火灾，当时该公寓地下冷库在制冷设备调试过程中，为压缩冷凝机组供电的铝芯電纜发生电气故障造成短路，引燃墙体的聚氨酯保温材料，导致19人因一氧化碳中毒死亡，8人受伤。截至2017年11月30日，已有包括起火房屋原始承租人在内的20人因涉嫌重大责任事故罪被刑事拘留。同时，北京市大兴区区长亦因此向区人大常委会请辞获准。
2018年6月，北京市人民政府批复了此次火灾的调查报告。经认定，此次火灾是一起重大生产安全责任事故。

## 事发背景
本次火灾的发生地聚福缘公寓是一座集储存、生产、居住功能为一体的建筑物，占地面积6080平方米，建筑面积约为20000平方米，地下一层为冷库区，地上一层为餐饮、商店、洗浴、广告制作、服装生产加工储存等商户，地上二层、局部三层为出租房，共设305间房，租住有400余人，楼道呈回字形结构，外侧窗户被铁护栏封死。该公寓于2002年至2006年分三次建成，未经相关部门审批。西红门镇政府在2017年11月初即已启动对新建村的治理工作，整治通知于11月2日下发，原计划于11月18日开始对该区域展开清退行动，但因18日当天正值周六，镇政府临时将行动时间延后两天。
该公寓所在的西红门镇境内曾有27个工业大院，腾退工作早在2010年即已被当地政府提及。事发地新建庄注册有82家服装制造企业，服装加工作坊和群租房聚集，村内多数道路宽度在2米左右，消防车辆难以进入。事发前，该村亦有整治行动，但鲜有租住户响应。

## 火灾经过
火灾发生于11月18日18时许。北京市119指挥中心于当天18时15分接到报警，北京市公安局消防局随即调派14个中队、34部消防车、188名消防官兵至火灾现场处置，北京市卫生计生委也派出22辆救护车前往事发现场。消防人员营救搜救出被困人员73人，地下冷库的明火则于当晚21时06分被扑灭，但火灾产生的有毒烟气截至11月26日仍未完全散去。
北京市公安局等部门的调查显示，公寓的起火部位为地下中部冷库间南墙中部的墙面，该处埋设在聚氨酯保温材料内的电气线路发生故障，导致了此次火灾，而冷库建设过程中铺设接连电线的作业人员均无专业资质。

## 伤亡情况
19人在此次火灾中遇难，其中男性11人（18岁以下6人），女性8人（18岁以下2人）。在遇难者中，4人来自山东省、4人来自河南省、4人来自河北省、2人来自陕西省、2人来自北京市大兴区、1人来自黑龙江省、1人来自新疆维吾尔自治区、1人来自吉林省。截至2017年11月20日，8名伤者中7人体征平稳，1人伤情危重。

## 反应
事发当晚，中共北京市委书记蔡奇、北京市代市长陈吉宁赶赴现场指挥抢救处置，北京市委、市政府次日在事发地召开现场会，其后返回市委机关，召开全市安全隐患大排查大清理大整治专项行动部署电视电话会。蔡奇、陈吉宁此后两度再赴西红门镇督导隐患排查整治。
事发后，北京市安全生产委员会决定自2017年11月20日起在北京市全市范围内开展为期40天的安全隐患大排查、大清理、大整治专项行动，整治对象包括出租公寓、出租大院、待疏解或正拆除场所、彩钢板建筑、工厂企业、厂房库房、仓储物流、汽配城、批发市场等。
11月27日，中共北京市委召开区委书记会，通报了此次火灾事故及朝阳区红黄蓝幼儿园涉嫌伤害儿童事件处置情况。中共北京市委书记蔡奇表示要“充分认识维护首都安全稳定的极端重要性”，守土尽责，确保一方平安。
11月29日，中共北京市纪委、北京市监察委员会公布对此次事件的责任追究结果，大兴区分管安全生产的副区长杜志勇被停职并立案调查，大兴区西红门镇党委书记郑亚君、镇长司文韬亦遭到停职和立案调查，同时该镇负责安全生产工作的10名官员也受到处理。同日，大兴区区长崔志成向北京市大兴区人大常委会请辞获准，北京市大兴区人大常委会同时任命中共大兴区委副书记、开发区工委副书记王有国为大兴区副区长、代理区长。
根据2018年6月发布的调查报告，北京市公安局以涉嫌重大责任事故罪对樊兆田等15名有关责任人员立案侦查，并由检察机关批准逮捕；中共北京市纪委、北京市监察委给予大兴区杜志勇、李强等21名人员党纪和政务处分，对中共大兴区委、大兴区人民政府党组进行通报问责，并责令其作出书面检查；北京市安全生产监督管理局给予北京康特木业有限公司（聚福缘公寓出租单位）等3家涉事企业960万元的行政罚款。

### 争议
由于北京市内的多处违章建筑仍然有人租住，大多租户被要求在短时间内迁出，部分租户更被消防、公安等人员砸门告知限期搬离。但大多数租户拒绝搬离，并与当局产生激烈矛盾。大兴火灾发生后，中原银行首席经济学家王军认为，如果真的是因为安全隐患的问题，当局在出事后才来马后炮、亡羊补牢，只说明此前长期漠视问题。王军认为当局是借火灾来大举清理外来人口，而这么做无益于北京的城市发展，除此之外，北京政府在冬季要求租户紧急搬离却不采取补偿措施的行为被指缺乏人道主义。而《北京日报》发表评论称，当局并未“清理低端人口”，其指出火灾的发生是因为电路故障，并且此次清退行动波及的除基层与外来人口外，也包括白领阶层与北京当地人。另有评论将把北京市政当局事后的处置行动与“驱逐低端人口”联系起来的言论比作别有用心的“邪恶之火”。评论并称，在中华人民共和国，“每一个公民的政治地位和生命权利都是平等的”，“低端人口”的概念是对部分人群“人格上的污辱”。
而在专项行动开始数日后，通州区台湖镇部分公寓并未如期断水断电，但仍被禁止接收新租户。